# Список эпизодов телесериала «Клиент всегда мёртв»
Список серий драматического телесериала «Клиент всегда мертв», созданного сценаристом Аланом Боллом. Телесериал выходил в эфир на кабельном канале HBO с 3 июня 2001 года по 21 августа 2005 года. Сериал рассказывает о взаимоотношениях в жизни семьи Фишер — владельцев похоронного бюро.
Сериал насчитывает 5 сезонов, состоящих из 63-х эпизодов.

## Обзор сезонов
| Сезон | Сезон | Эпизоды | Оригинальная дата показа | Оригинальная дата показа | Зрители в США (млн) | Зрители в США (млн) |
| Сезон | Сезон | Эпизоды | Премьера сезона          | Финал сезона             | Зрители в США (млн) | Зрители в США (млн) |
| ----- | ----- | ------- | ------------------------ | ------------------------ | ------------------- | ------------------- |
|       | 1     | 13      | 3 июня 2001              | 19 августа 2001          | 5.3                 |                     |
|       | 2     | 13      | 3 марта 2002             | 2 июня 2002              | 5.6                 |                     |
|       | 3     | 13      | 2 марта 2003             | 1 июня 2003              | 4.7                 |                     |
|       | 4     | 12      | 13 июня 2004             | 12 сентября 2004         | 3.7                 |                     |
|       | 5     | 12      | 6 июня 2005              | 21 августа 2005          | 2.5                 |                     |

## Список серий

### Сезон 1 (2001)
| № общий | № в сезоне | Название                                    | Режиссёр        | Автор сценария   | Дата премьеры   | Зрители в США (млн) |
| --- | ---------- | ------------------------------------------- | --------------- | ---------------- | --------------- | ------------------- |
| 1 | 1          | «Пилот» «Pilot»                             | Алан Болл       | Алан Болл        | 3 июня 2001     | 4.97                |
| В канун рождества 2000 года в главу семьи Натаниэля Фишера (Ричард Дженкинс), владельца похоронного бюро «Фишер и сыновья», находящегося за рулем его нового катафалка, врезается автобус. Его уход бросает ближайших родственников в эмоциональный хаос, по мере того, как они пытаются смириться со своим горем. Смерть Натаниэля возвращает в дом его старшего сына Нейта (Питер Краузе), надеявшегося отдохнуть, перед тем как вернуться в Сиэтл. В самолёте он встречается и вступает в интимную связь с Брендой Ченовит (Рэйчел Гриффитс). Младший сын Дэвид (Майкл Си Холл) пытается скрыть свою настоящую сексуальную ориентацию и своего бойфренда Кита (Мэттью Сент Патрик) от семьи. У супруга Натаниэля — Рут (Френсис Конрой) есть свои секреты, в то время как её единственная дочь и самый младший ребёнок в семье Клэр (Лорен Эмброуз) впервые пробует метамфетамин перед тем, как узнать о случившемся с её отцом. Тем временем, членов семьи посещает фантом Натаниэля, который заставляет столкнуться с их переживаниями о жизни и смерти. |            |                                             |                 |                  |                 |                     |
| 2 | 2          | «Завещание» «The Will»                      | Мигель Артета   | Кристиан Уильямс | 10 июня 2001    | 3.89                |
| Чендлер Свонсон, изобретатель широкомасштабной пирамиды, умер, ударившись о дно бассейна. Его молодая вдова шокирована, узнав о том, что бизнес её мужа на самом деле — мошенничество, и об оставшихся после него многочисленных долгах. Тем временем, завещание Натаниэля вбивает клин между Нейтом и Дэвидом. По воле отца каждому из них достается половина похоронного бизнеса. Клэр злится, узнав, что для получения наследства ей придется идти в колледж или ждать двадцатипятилетия, и сближается с Гейбом (Эрик Бальфур) — парнем, угостившим её метамфетамином в ночь смерти Натаниэля, лаская его палец на ногах. Рут идет в поход с её приятелем Хайрэмом (Эд Бегли-младший) и решает, что теперь не будет связываться с семейным бизнесом, оставляя его на сыновей. Дэвид, бросив Кита, начинает встречаться со своей бывшей невестой Дженнифер. Бренда помогает Нейту и Дэвиду бороться со своей утратой. |            |                                             |                 |                  |                 |                     |
| 3 | 3          | «Нога» «Foot»                               | Джон Паттерсон  | Брюс Эрик Каплан | 17 июня 2001    | 4.16                |
| Томаса Альфредо Романо разрезало на куски во время очистки случайно включившейся тестомешалки. Нейт легко уговаривает остальных продать «Фишер и сыновья» крупной сети «Кронер интернэшнл», но появление Натаниэля заставляет его передумать. Клэр расплачивается за свою встречу с Гейбом, когда её машину расписывают надписями аэрозолем вроде «шлюха для ног» и «этот маленький поросеночек». Она решает отомстить, украв одну из ступней Романо, и подкладывает её в шкафчик Гейбу. Нейт должен выбрать: взять деньги и сбежать от ненавистного ему бизнеса или остаться и использовать свой дар, помогая людям. Он и Дэвид решают отказаться от сделки с Кронером, но это имеет серьёзные последствия — корпорация планирует открыть дешёвый крематорий через дорогу. Рут решает немного развлечься и проигрывает 25 тысяч долларов на скачках. Близкие узнают, что Клэр украла ногу Романо, и события принимают неожиданный оборот — новое строение Кронера сгорает. |            |                                             |                 |                  |                 |                     |
| 4 | 4          | «Семья» «Familia»                           | Лиза Холоденко  | Лоренс Эндрис    | 24 июня 2001    | 5.68                |
| Член банды Мануэль Пако Болин застрелен конкурирующей бандой, «Фишер и сыновья» занимаются его похоронами, но Нейту и Дэвиду приходится обратиться к Федерико (Фредди Родригес), их специалисту по подготовке трупов, чтобы тот помог убедить не вмешиваться лидера банды Мощного. Тем временем, Нейта и Бренду допрашивают о пожаре, но Нейт склонен подозревать Клэр, учитывая её недавнее поведение. Рут устраивает ужин, чтобы познакомится с Брендой, но наталкивается на неё и Нейта, занимающихся сексом. Полиция не смогла установить причину пожара. Инцидент с Китом заставляет Дэвида противостоять отвращению к себе, спор с призраком Мануэля помогает ему разобраться с его стратегией «беги и прячься», которую он вел. |            |                                             |                 |                  |                 |                     |
| 5 | 5          | «Открытая книга» «The Open Book»            | Кэти Бейтс      | Алан Болл        | 1 июля 2001     | 4.64                |
| Известная порнозвезда Вивека Сент Джон (Вероника Харт) получила поражение током, тем самым дав немного заработать «Фишеру и сыновьям», но её не очень традиционный круг друзей шокирует Рут. Также Дэвид приглашается на должность дьякона в церковь, в которую ходит мать, что создает проблемы с Китом, который хочет, чтобы Дэвид ходил в церковь с ним. Нейта представляют родителям Бренды — психиатрам Маргарет и Бернарду (Джоанна Кэссиди и Роберт Фоксворт), которые открывают несколько темных секретов Бренды. Действуя по совету школьного психолого Клэр, Рут пытается сблизиться с дочерью, но все пошло не так. Дэвид открывается Нейту, но когда он отказывает Киту в совместном походе в церковь, Кит называет его трусом и бросает его, а Дэвид позже отрицает свою ориентацию в разговоре с братом. Нейт знакомится с Билли, неуравновешенным братом Бренды (Джереми Систо), страдающим от биполярного расстройства. |            |                                             |                 |                  |                 |                     |
| 6 | 6          | «Комната» «The Room»                        | Родриго Гарсиа  | Кристиан Тейлор  | 8 июля 2001     | 5.29                |
| Милдред Джонс умерла во сне, и мужу приходится заниматься похоронами. Нейт узнает о некоторых странностях в бухгалтерских книгах «Фишер и сыновья» — Натаниэль устраивал похороны в обмен на небольшие услуги вроде аренды тайной комнаты над индийским рестораном или марихуаны от местной предпринимательницы. Нейт задумывается, насколько хорошо они знали отца. Клэр заинтересовалась Билли, но после того, как тот отверг её, она получает утешение от слов Бренды. Трейси — женщина, преследующая Дэвида, — заставляет его понять, как ему одиноко без Кита, и он отправляется в гей-бар на поиски партнера. Мистер Джонс умирает сам у гроба жены, а Рут решает возобновить свои романтические отношения с парикмахером Хайрэмом. |            |                                             |                 |                  |                 |                     |
| 7 | 7          | «Братство» «Brotherhood»                    | Джим МакБрайд   | Кристиан Уильямс | 15 июля 2001    | 5.33                |
| Молодой ветеран Виктор Кович умирает, как предполагается, от синдрома войны в заливе, и похороны устраивает его брат Пол, отказывающийся от военных похорон по причине требования компенсации от армии. Нейт вскоре узнает, что Виктор любил армию и хотел военные похороны, но не хотел конфликта с братом. Нейт и Бренда планируют уехать на выходных, но в их планы вмешивается Билли, у которого наступил эмоциональный кризис. Дэвид проводит собеседование с прогрессивным священником по поводу работы в церкви и это заставляет его задуматься о его месте в религии. Рут знакомит семью на ужине со своим возлюбленным Хайрэмом и устраивается на работу в цветочный магазин к Николаю (Эд О'Росс). «Фишер и сыновья» проводят похороны Виктора без согласия Пола, но Нейт уговаривает устроить его брату похороны, которые он желал. |            |                                             |                 |                  |                 |                     |
| 8 | 8          | «Перекрестки» «Crossroads»                  | Аллен Култер    | Лоренс Эндрис    | 22 июля 2001    | 5.69                |
| В похоронном деле для семьи Фишеров наступил застой, и Рико берётся за возможность испытать свои навыки, подрабатывая у Кронера. Дела идут настолько плохо, что Нейт и Дэвид сдают их комнату отдыха для занятий танцами для пожилых людей, и Дэвид вступает в недолгие отношения с молодым инструктором танцев. Нейт зол, узнав, что друг Бренды из Австралии остается у них и спит в её кровати. Он срывается на Бренду, но позже они приносят извинения друг другу за своё поведение. Клэр выгоняют из похода после того, как руководитель их группы узнает, что у неё в сумке марихуана. Она помогает однокласснику Паркеру и усваивает, что люди не те, кем кажутся. Рут разрывается между комфортом с Хайрэмом и духом приключений с Николаем. |            |                                             |                 |                  |                 |                     |
| 9 | 9          | «Жизнь слишком коротка» «Life Is Too Short» | Джереми Подесва | Кристиан Тейлор  | 29 июля 2001    | 5.82                |
| Когда шестилетний брат Габриэля погибает от самострела, Клэр смягчается в отношении к бывшему парню. Дэвид посещает клубы со своим новым любовником и узнает прелести экстази — как и его мать Рут, приняв таблетки, которые Дэвид спрятал в бутылочке из-под аспирина. Дэвид рвет отношения с новым любовником, когда тот уговаривает заняться сексом втроем. Позже он сталкивается с Китом и его новым бойфрендом в клубе. Под действием экстази Рут мечтает воссоединиться со своим мужем Натаниэлем. Бренда разрабатывает план, как улучшить навыки управления Нейта после того, как он провалил экзамены на директора похоронного бюро, и устраивает турне по некоторым конкурирующим фирмам. |            |                                             |                 |                  |                 |                     |
| 10 | 10         | «Новая личность» «The New Person»           | Кэти Бейтс      | Брюс Эрик Каплан | 5 августа 2001  | 5.54                |
| Фишерам нужно найти замену Рико, и они нанимают превосходную, но излишне откровенную бальзамировщицу Анджелу (Иллеана Дуглас). Отношения Бренды и Нейта испытывают кризис, когда её брат Билли включает для своей выставки фото с Нейтом, где тот, не подозревая о съемке, писал на стену. Обнаружив, что Билли опять не пьет свои лекарства, родители настаивают на его отправку в лечебницу. Дэвид планирует встречу с Китом, которая заканчивается приставанием и последующим отказом от Кита, ищущего кого-то нового. У Клэр завязываются сильные отношения с Гейбом, но они оказываются не такими крепкими, как она думала, после того, как стало известно, что он лгал ей о намерении посетить отца, который, как позже узнает Клэр, умер, когда Гейбу было 4 года. Дэвид увольняет Анджелу из-за разбитого бокала его матери, и уходя, Анджела рассказывает Рут, что её сын — гей. Нейт находит Рико, и тот соглашается временно вернуться в «Фишер и сыновья» из-за его недавних неприятностей у Кронера. Он рассказывает Нейту, что Кронер сам поджег дом через дорогу, чтобы получить страховку. |            |                                             |                 |                  |                 |                     |
| 11 | 11         | «Поездка» «The Trip»                        | Майкл Энглер    | Рик Кливленд     | 12 августа 2001 | 4.33                |
| Дэвид, Нейт и Бренда посещают конференцию директоров похоронных бюро в Лас-Вегасе, где Дэвид успешно выступает с докладом о независимых бюро, ведущих судебные тяжбы против Кронера. Друзья приятеля Дэвида, также директора похоронного бюро, платят стриптизерше за танец на коленях у Дэвида, и ему приходится сознаться в гомосексуальной ориентации. Он вызывает мужчину-проститута, а позже попадает под арест за секс в общественном месте. Дэвид звонит Киту, чтобы тот помог ему выбраться из тюрьмы. Кит может стереть записи о Дэвиде в архиве полиции, но он разочарован, что Дэвид занимался незащищенным сексом с проститутом. Билли следит за Брендой и Нейтом и врывается к ним в комнату, чтобы сфотографировать их голыми во сне. Тем временем, Рико возвращается в бюро и переживает стресс, встретившись со своим первым клиентом — трёхнедельным ребёнком, умершим от синдрома внезапной детской смерти, и это заставляет его беспокоиться о своем будущем ребёнке. По совету Николая Рут ходит на занятия по составлению букетов, чтобы её цветы не выглядели не так мрачно. Клэр узнает, что Гейб находится в больнице после передозировки героином, и навещает его. В конце эпизода Клэр и Гейб признаются в любви, а у Ванессы и Рико рождается сын Аугусто.          |            |                                             |                 |                  |                 |                     |
| 12 | 12         | «Частная жизнь» «A Private Life»            | Родриго Гарсиа  | Кейт Робин       | 19 августа 2001 | 6.67                |
| Гомофобное убийство молодого парня заставляет Дэвида пересмотреть свой стиль жизни и отношения с семьей. Бренда прикладывает все усилия, чтобы её брат отстал от неё. Нейт едет забрать тело, а на самом деле его поджидает Билли. Он показывает фотографии себя, целующегося с сестрой Нейта Клэр, и фото Нейта и Бренды, занимающихся сексом. Он угрожает Нейту ножом, но тому удается сбежать. Бренда разрывает отношения с Нейтом, объясняя это необходимостью большего пространства. Позже Билли врывается в дом Бренды, показывая ей, что он срезал с кожей татуировку с именем Изабель на пояснице. Он старается удалить аналогичную татуировку и у Бренды, но она бьет его до потери сознания и вызывает скорую помощь. Она решает сдать Билли и воссоединяется с Нейтом. Рут подозревает, что Дэвид — гей. Она спрашивает Робби, её гомосексуального сотрудника, как тот признался своей матери, но тот говорит ей, что это не её дело. В конце концов, Дэвид признается понимающей Рут. Рико воспринимает его признание с отвращением. На похоронах дежурит Кит, чтобы защитить семью от протестующих гомофобов. Дэвид нападает на одного из недовольных, и Кит его прикрывает. Клэр обеспокоена тем, что передозировка Гейба не была случайностью, и тревожится о его самочувствии. |            |                                             |                 |                  |                 |                     |
| 13 | 13         | «Тук, тук» «Knock, Knock»                   | Алан Болл       | Алан Болл        | 19 августа 2001 | 7.06                |
| Трейси Блэр устраивает похороны свой тети. Рико устраивает в доме Фишеров вечеринку в честь крещения своего сына Аугусто. Бренда посещает Билли в госпитале. |            |                                             |                 |                  |                 |                     |

### Сезон 2 (2002)
| № общий | № в сезоне | Название                                                                        | Режиссёр        | Автор сценария   | Дата премьеры  | Зрители в США (млн) |
| --- | ---------- | ------------------------------------------------------------------------------- | --------------- | ---------------- | -------------- | ------------------- |
| 14 | 1          | «В игре» «In the Game»                                                          | Родриго Гарсиа  | Алан Болл        | 3 марта 2002   | 6.24                |
| Рут устраивает ужин в честь Дэвида; сводная сестра Федерико устраивает похороны молодой актрисы. |            |                                                                                 |                 |                  |                |                     |
| 15 | 2          | «Короткая свеча» «Out, Out Brief Candle»                                        | Кэти Бейтс      | Лоренс Эндрис    | 10 марта 2002  | 4.64                |
| Игрок в американский футбол из колледжа умирает от сердечного приступа. Нейт старается оставить в тайне свою артериовенозную мальформацию (АВМ); Бренда ужинает со старым другом. К недовольству Рико Фишеры приобретают стенд для гробов, чтобы поднять прибыль бюро. |            |                                                                                 |                 |                  |                |                     |
| 16 | 3          | «План» «The Plan»                                                               | Роуз Троше      | Кейт Робин       | 17 марта 2002  | 5.68                |
| Похороны мужа женщины-медиума поднимают много интересных вопросов. Рут посещает семинар самостоятельной помощи. В то время как миссис Пайпер переносит мужа в загробную жизнь, Натаниэль спрашивает своих сыновей о том, где бы он мог находиться.                     |            |                                                                                 |                 |                  |                |                     |
| 17 | 4          | «Шофёр мистера Моссбэка» «Driving Mr. Mossback»                                 | Майкл Куэста    | Рик Кливленд     | 24 марта 2002  | 4.43                |
| Нейт и Клэр отправляются в Сиэтл за телом. Дэвид присматривает за племянницей Кита. Рут решает исправить отношения с людьми из её прошлого. |            |                                                                                 |                 |                  |                |                     |
| 18 | 5          | «Женщина-невидимка» «The Invisible Woman»                                       | Джереми Подесва | Брюс Эрик Каплан | 31 марта 2002  | 5.37                |
| Рут интересуется умершей женщиной, жившей без семьи и друзей. Бренда начинает писать роман. |            |                                                                                 |                 |                  |                |                     |
| 19 | 6          | «Вместо гнева» «In Place of Anger»                                              | Майкл Энглер    | Кристиан Тейлор  | 7 апреля 2002  | 6.60                |
| Приезжает сестра Рут Сара. Фишеров второй раз посещает Митци Далтон-Хантли. |            |                                                                                 |                 |                  |                |                     |
| 20 | 7          | «Обратно в сад» «Back to the Garden»                                            | Дэн Аттиас      | Джилл Солоуэй    | 14 апреля 2002 | 6.10                |
| Еврейские похороны заставляют Нейта узнать о еврейской точке зрения на смерть у женщины-ребе. Клэр посещает тетю Сару, Дэвид опять начинает встречаться с Китом. |            |                                                                                 |                 |                  |                |                     |
| 21 | 8          | «Это самое замечательное время года» «It's the Most Wonderful Time of the Year» | Алан Тейлор     | Скотт Бак        | 21 апреля 2002 | 6.97                |
| Рождество заставляет всех вспомнить о годовщине смерти Нейта. Маргарет подготовила особый подарок для Бренды. Николая избили и ограбили в канун Рождества. Клэр приводит на ужин своего нового парня.                                                                  |            |                                                                                 |                 |                  |                |                     |
| 22 | 9          | «еще чьи-то глаза» «Someone Else's Eyes»                                        | Майкл Куэста    | Алан Болл        | 28 апреля 2002 | 6.25                |
| Нейт получает шокирующий сюрприз от Лизы. Кит наблюдает за Карлой. Николай продолжает оставаться у Фишеров. Клэр просят помочь Билли с проектом. |            |                                                                                 |                 |                  |                |                     |
| 23 | 10         | «Тайна» «The Secret»                                                            | Алан Пол        | Брюс Эрик Каплан | 5 мая 2002     | 5.66                |
| У Карлы есть секрет, который повлияет на её отношения с Китом и Дэвидом; Бренда с Мелиссой посещают вечеринку. Клэр незаконно фотографирует умерших для школьного проекта. Об этом вскоре узнают её братья.                                                            |            |                                                                                 |                 |                  |                |                     |
| 24 | 11         | «Лжец и шлюха» «The Liar and the Whore»                                         | Мигель Артета   | Рик Кливленд     | 12 мая 2002    | 5.79                |
| Из-за халатности Ванесса теряет работу. Судебное разбирательство от предыдущего клиента оказывается на самом деле полезным. Ребе Ари рекомендует Нейту и Бренде быть честными друг с другом перед тем, как пожениться.                                                 |            |                                                                                 |                 |                  |                |                     |
| 25 | 12         | «Я возьму тебя» «I'll Take You»                                                 | Майкл Энглер    | Джилл Солоуэй    | 19 мая 2002    | 4.29                |
| Дэвид и Кит знакомятся с сотрудником социальной службы. Федерико неожиданно получает наследство. Родители Бренды опять женятся. Нейт узнает о неверности Бренды. |            |                                                                                 |                 |                  |                |                     |
| 26 | 13         | «Последний раз» «The Last Time»                                                 | Алан Болл       | Кейт Робин       | 2 июня 2002    | 5.49                |
| В «Фишер и сыновья» нагрянула неожиданная проверка, окончившаяся положительно для Федерико. Нейту сделана операция над АВМ, в то время как семья тревожно ждет её результатов.                                                                                         |            |                                                                                 |                 |                  |                |                     |

### Сезон 3 (2003)
| № общий | № в сезоне | Название                                             | Режиссёр          | Автор сценария           | Дата премьеры  | Зрители в США (млн) |
| --- | ---------- | ---------------------------------------------------- | ----------------- | ------------------------ | -------------- | ------------------- |
| 27 | 1          | «Идеальные круги» «Perfect Circles»                  | Родриго Гарсиа    | Алан Болл                | 2 марта 2003   | 5.09                |
| Через год после событий предыдущей серии Нейт уже выздоровел после операции и счастливо женат на Лизе, у них есть дочь Майя. «Фишер и сыновья» теперь стали называться «Фишер и Диас». Дэвид и Кит посещают семейного консультанта. Рут помешана на своей внучке, а Клэр учится в колледже и уверена, что её занятия бессмысленны. |            |                                                      |                   |                          |                |                     |
| 28 | 2          | «Никогда не узнаешь» «You Never Know»                | Майкл Куэста      | Скотт Бак                | 9 марта 2003   | 5.13                |
| У Дэвида и Рико разногласия по поводу смерти телемаркетёра. Лиза и Нейт приглашают на ужин Дэвида и Кита. |            |                                                      |                   |                          |                |                     |
| 29 | 3          | «Внутренний глаз» «The Eye Inside»                   | Майкл Энглер      | Кейт Робин               | 16 марта 2003  | 4.41                |
| Дэвид и Кит выезжают на долгожданный отдых. Рут развлекается в магазине с Беттиной. Клэр бросает Фила. |            |                                                      |                   |                          |                |                     |
| 30 | 4          | «Никто не спит» «Nobody Sleeps»                      | Алан Пол          | Рик Кливленд и Алан Болл | 23 марта 2003  | 4.13                |
| Мужчина устраивает оперные похороны для своего возлюбленного. Лиза занимается ужином в честь дня рождения Рут. Дэвид в своих отношениях с Китом стремится к близости, которая была у умершего с его спутником. |            |                                                      |                   |                          |                |                     |
| 31 | 5          | «Ловушка» «The Trap»                                 | Джереми Подесва   | Брюс Эрик Каплан         | 30 марта 2003  | 4.87                |
| Рут устанавливает правила для Артура — нового жильца в доме Фишеров. Бренда возвращается, чтобы извиниться перед Нейтом; Дэвид сталкивается со своим прошлым. |            |                                                      |                   |                          |                |                     |
| 32 | 6          | «Любовь во благо» «Making Love Work»                 | Кэти Бейтс        | Джилл Солоуэй            | 6 апреля 2003  | 5.23                |
| Нейт и Лиза берут Майю в лагерь. Рут наслаждается времяпрепровождением с её новым другом Артуром. Клэр и Дэвид беседуют о сексуальности. |            |                                                      |                   |                          |                |                     |
| 33 | 7          | «Время и пространство» «Timing & Space»              | Николь Холофсенер | Крэйг Райт               | 13 апреля 2003 | 3.90                |
| Отец Бренды умирает и, к недовольству Лизы, Нейт отправляется на его похороны. Клэр проводит кучу времени с Расселом. |            |                                                      |                   |                          |                |                     |
| 34 | 8          | «Слезы, камни и желание» «Tears, Bones and Desire»   | Дэн Аттиас        | Нэнси Оливер             | 20 апреля 2003 | 4.48                |
| «Фишер и Диас» выступает в роли дома для детей и нескольких жен умершего главы семейства. Кит мстит друзьям Дэвида. Лизе становятся чрезвычайно интересными подробности разрыва между Нейтом и Брендой. |            |                                                      |                   |                          |                |                     |
| 35 | 9          | «Открытие» «The Opening»                             | Карен Монкрифф    | Кейт Робин               | 27 апреля 2003 | 4.62                |
| Клэр, Расселл и Билли выставляют своё творчество на алюминиевом показе; Рут сближается с Артуром. Дэвид и Кит устанавливают правила о сексе втроем. Нейт и Лиза неожиданно встречают Бренду на творческой выставке. |            |                                                      |                   |                          |                |                     |
| 36 | 10         | «Все уходят» «Everyone Leaves»                       | Дэн Минэхэн       | Скотт Бак                | 4 мая 2003     | 5.15                |
| После смерти тети отношения между Китом и его отцом накаляются. Лиза уезжает к сестре, чтобы дать отдохнуть себе и Нейту. Клэр выслушивает признание Расселла и позже с матерью обсуждает свои отношения с ним. |            |                                                      |                   |                          |                |                     |
| 37 | 11         | «Смерть работает сверхурочно» «Death Works Overtime» | Дэн Аттиас        | Рик Кливленд             | 11 мая 2003    | 5.07                |
| Работа в «Фишер и Диас» кипит после трёх несвязанных друг с другом смертей. Рут оптимистична насчет местонахождения Лизы. К Клэр приходит Рассел и умоляет её о прощении. |            |                                                      |                   |                          |                |                     |
| 38 | 12         | «Сумерки» «Twilight»                                 | Кэти Бейтс        | Крейг Райт               | 18 мая 2003    | 4.66                |
| Похороны серийного убийцы рождают в Нейте кучу различных сценариев судьбы Лизы. Клэр делает аборт. Нейт временно находит облегчение с дочерью убийцы. |            |                                                      |                   |                          |                |                     |
| 39 | 13         | «Извини, я потерялся» «I’m Sorry, I’m Lost»          | Алан Болл         | Джилл Солоуэй            | 1 июня 2003    | 5.78                |
| Рут шокирует семью неожиданными новостями. У Нейта появляются нежеланные новости о Лизе. Бренда идет на свидание с соседом. Дэвид воссоединяется с Китом, а Клэр встречает знакомых людей во время её визита в загробную жизнь. |            |                                                      |                   |                          |                |                     |

### Сезон 4 (2004)
| № общий | № в сезоне | Название                                          | Режиссёр          | Автор сценария             | Дата премьеры    | Зрители в США (млн) |
| --- | ---------- | ------------------------------------------------- | ----------------- | -------------------------- | ---------------- | ------------------- |
| 40 | 1          | «Все ясно» «Falling Into Place»                   | Майкл Куэста      | Крейг Райт                 | 13 июня 2004     | 4.20                |
| Нейт в противоречиях с семьей Лизы. Дэвид и Кит ищут способ, как начать все сначала. Клэр опять встречается с Расселлом. |            |                                                   |                   |                            |                  |                     |
| 41 | 2          | «В случае восторга» «In Case of Rapture»          | Дэн Аттиас        | Рик Кливленд               | 20 июня 2004     | 3.93                |
| Поведение Джорджа надоедает Артуру. Бренда потихоньку планирует свои отношения с Джо. У Кита появляется новая работа. Диас заводит интрижку. |            |                                                   |                   |                            |                  |                     |
| 42 | 3          | «Параллельная игра» «Parallel Play»               | Джереми Подесва   | Джилл Солоуэй              | 27 июня 2004     | N/A                 |
| У Фишеров дворовая распродажа. Дэвид возлагает на Артура больше ответственности. Нейт встречается с разведённой женщиной из класса Майи «Мама и я». |            |                                                   |                   |                            |                  |                     |
| 43 | 4          | «Могу я сейчас прийти?» «Can I Come Up Now?»      | Дэн Минэхэн       | Алан Болл                  | 11 июля 2004     | N/A                 |
| Бывшая невеста Дэвида просит устроить похороны её отца. У Нейта духовное свидание. Рут узнает о личности преследователя Джорджа. |            |                                                   |                   |                            |                  |                     |
| 44 | 5          | «Это мой пес» «That's My Dog»                     | Алан Пол          | Скотт Бак                  | 18 июля 2004     | 3.66                |
| Дэвид подвозит путешественника автостопом. Нейт посещает группу поддержки для переживших утрату. Рут играет роль свахи для сына Джорджа. |            |                                                   |                   |                            |                  |                     |
| 45 | 6          | «Насилие начинается дома» «Terror Starts at Home» | Мигель Артета     | Кейт Робин                 | 25 июля 2004     | 3.80                |
| Дэвид борется с последствиями своего похищения. Клэр сближается с некоторыми друзьями. Ванесса начинает подозревать, что Рико ей изменяет. |            |                                                   |                   |                            |                  |                     |
| 46 | 7          | «Вызов» «The Dare»                                | Питер Уэббер      | Брюс Эрик Каплан           | 1 августа 2004   | 3.49                |
| Рут навещает сестру после прогулки с Джорджем в поисках ископаемых. Кит признается в гомосексуальной ориентации своему коллеге. Ванесса следит за Федерико до дома Софии. Бренда признается Джо в своей измене с Нейтом. |            |                                                   |                   |                            |                  |                     |
| 47 | 8          | «Приход и уход» «Coming and Going»                | Дэн Аттиас        | Нэнси Оливер               | 8 августа 2004   | 3.95                |
| Рут сожалеет о своем браке. Клэр нравится быть с Эдди. Ванесса выгоняет Федерико. Федерико поселяется в комнате для препарирования трупов в доме Фишеров. Бренда мечется между Джо и Нейтом, Нейт не желает строить серьезных отношений ни с кем, боясь всё снова потерять.                                                                                        |            |                                                   |                   |                            |                  |                     |
| 48 | 9          | «Размалывая кукурузу» «Grinding the Corn»         | Алан Касо         | Рик Кливленд               | 15 августа 2004  | 3.30                |
| Рут и Беттина отправляются в Мексику. Дэвид страдает от нарушений, вызванных посттравматическим стрессом. Клэр достигает своего первого оргазма с помощью учащегося из её класса Джимми способом полового равнения. Название серии («Grinding the Corn») происходит от английского разговорного названия данной позиции                                            |            |                                                   |                   |                            |                  |                     |
| 49 | 10         | «Черный лес» «The Black Forest»                   | Питер Кеар        | Джилл Солоуэй и Крейг Райт | 22 августа 2004  | 3.36                |
| Нейт, Бренда и Майя посещают поминальную службу по Лизе в штате Айдахо. Клэр окончательно порывает с Эдди на вечеринке с Джимми. Рут мирится с Джорджем. Рико недоволен тем, что Ванесса начала встречаться со своим школьным другом. Друг семьи Киммел высказывает свои подозрения по поводу того, что в склепе был захоронен не прах Лизы.                       |            |                                                   |                   |                            |                  |                     |
| 50 | 11         | «Бомбоубежище» «Bomb Shelter»                     | Николь Холофсенер | Скотт Бак                  | 29 августа 2004  | 3.53                |
| У Джорджа начинается паранойя относительно конца света, и он узнает о семейном бомбоубежище. Рут хочет пойти на секс-семинар. На Дэвида подали иск на крупную сумму денег. Киту приходится договариваться с ним, чтобы забрать заявление. У Барб и Нейта разногласия по поводу праха Лизы, так как Нейт рассказал Барб о том, что похоронил, а не кремировал Лизу. |            |                                                   |                   |                            |                  |                     |
| 51 | 12         | «Без названия» «Untitled»                         | Алан Болл         | Нэнси Оливер               | 12 сентября 2004 | 3.73                |
| Рут и Джордж обедают с его дочерью. Дэвид противостоит своему похитителю. Ради славы на выставке Клэр приносит в жертву дружбу. Нейт навещает Барб и Хойта после того, как Дэвид получает сообщение от Микаэлы. Эта встреча имеет неожиданную развязку. |            |                                                   |                   |                            |                  |                     |

### Сезон 5 (2005)
| № общий | № в сезоне | Название                                               | Режиссёр        | Автор сценария   | Дата премьеры   | Зрители в США (млн) |
| --- | ---------- | ------------------------------------------------------ | --------------- | ---------------- | --------------- | ------------------- |
| 52 | 1          | «Покрытие из белой грунтовки» «A Coat of White Primer» | Родриго Гарсиа  | Кейт Робин       | 6 июня 2005     | 2.62                |
| Нейт и Бренда готовятся к знаменательному событию. Рут не в восторге от возвращения Джорджа домой из психиатрической клиники. Дэвид и Кит собираются стать родителями. |            |                                                        |                 |                  |                 |                     |
| 53 | 2          | «Танец для меня» «Dancing for Me»                      | Дэн Аттиас      | Скотт Бак        | 13 июня 2005    | 2.10                |
| Нейт встретился с друзьями из университета. Бренда начинает свою работу психологом. Мэгги дает Рут долгожданное облегчение. |            |                                                        |                 |                  |                 |                     |
| 54 | 3          | «Держи меня за руку» «Hold My Hand»                    | Джереми Подесва | Нэнси Оливер     | 20 июня 2005    | 1.92                |
| Клэр пленила жажда жизни у Билли. Джорджа преследуют видения смерти его матери. У Рут и Клэр разногласия по поводу стиля жизни и денег Клэр, доставшихся ей по наследству. |            |                                                        |                 |                  |                 |                     |
| 55 | 4          | «Время летит» «Time Flies»                             | Алан Пол        | Крейг Райт       | 27 июня 2005    | 2.19                |
| Бренда решает удивить Нейта на его 40-летний юбилей. Дэвид и Кит предлагают Мэри стать суррогатной матерью. |            |                                                        |                 |                  |                 |                     |
| 56 | 5          | «Съешь персик» «Eat a Peach»                           | Дэн Минэхэн     | Рик Кливленд     | 4 июля 2005     | 1.50                |
| Рут находит способ расслабиться без Джорджа. Дэвид и Кит думают усыновить ребенка. |            |                                                        |                 |                  |                 |                     |
| 57 | 6          | «Радуга причин» «The Rainbow of Her Reasons»           | Мэри Хэррон     | Джилл Солоуэй    | 10 июля 2005    | 2.23                |
| Рут в восторге от приезда её сестры Сары, но та приносит ей дурные вести. У Дэвида и Кита трудности с воспитанием их приёмных детей. Нейт размышляет о потере своей первой любви. Ванесса нанимает няньку. |            |                                                        |                 |                  |                 |                     |
| 58 | 7          | «Тишина» «The Silence»                                 | Джошуа Марстон  | Брюс Эрик Каплан | 17 июля 2005    | 2.29                |
| Бренда и Нейт получают неоднозначные новости. Рут заполняет своё расписание различными кружками. |            |                                                        |                 |                  |                 |                     |
| 59 | 8          | «Пение для наших жизней» «Singing for Our Lives»       | Мэтт Шекман     | Скотт Бак        | 24 июля 2005    | 2.46                |
| Когда Дэвид пытается предложить крематорий, Федерико отказывается и настаивает на другом сотруднике. Бренда получает информацию от своего доктора. Нейт начинает посещать квакерские службы с Мэгги. Рут приходит навестить своего бывшего партнера Хайрэма.                                                                                                  |            |                                                        |                 |                  |                 |                     |
| 60 | 9          | «Экотон» «Ecotone»                                     | Дэн Минэхэн     | Нэнси Оливер     | 31 июля 2005    | 2.54                |
| После обширного инсульта Нейт оказывается в больнице. Во время операции Нейта между ожидающими Мэгги и Брендой возникает напряжение. В это время, совершенно позабывшая о семье Рут до сих пор в походе с Хайрэмом. Нейт умирает от последствий инсульта. |            |                                                        |                 |                  |                 |                     |
| 61 | 10         | «В полном одиночестве» «All Alone»                     | Адам Дэвидсон   | Кейт Робин       | 7 августа 2005  | 2.85                |
| Похороны Нейта разделяют семью. Дэвид полностью занят семейным бизнесом, а Кит на своей работе делает неожиданное открытие. Перед Брендой стоит мучительный вопрос что делать с Майей. У Мэгги перед носом закрывают дверь. |            |                                                        |                 |                  |                 |                     |
| 62 | 11         | «Помехи в эфире» «Static»                              | Майкл Куэста    | Крейг Райт       | 14 августа 2005 | 3.25                |
| По мере того, как Дэвида охватывает страх, Кит пытается защитить его и мальчиков. Видения Нейта заставляют Бренду выяснить свои отношения с Билли., который поддерживал её; Джордж хочет помочь Рут с Майей. Горе заставляет Клэр много пить, она видит галлюцинации на его могиле. Рико требует разговора о бизнесе.                                         |            |                                                        |                 |                  |                 |                     |
| 63 | 12         | «Все ждут» «Everyone's Waiting»                        | Алан Болл       | Алан Болл        | 21 августа 2005 | 3.89                |
| Дэвид наконец поборол своих демонов. Натаниэль старший разговаривает со своим младшим сыном. Маргарет впечатлена, увидев приличную сторону Ольвье. Рико и Ванесса празднуют свои вложения. Семья говорит тост в память о Нейте на прощальном ужине по случаю отъезда Клэр. Во время поездки Клэр показывается будущая судьба тех, кого она любила и её самой. |            |                                                        |                 |                  |                 |                     |